# سوق اتانة
سوق اتانة (الرحمة) قرية سعودية، تتبع مركز بني يزيد في محافظة الليث بمنطقة مكة المكرمة، تقع في شرق مدينة الليث بمسافة نحو (90) كم.